# عمارة بن غزية
عُمارة بن غَزيَّة تابعي مدني، وأحد رواة الحديث النبوي.

## روايته للحديث النبوي
- روى عن: أنس بن مالك، وخبيب بن عبد الرحمن، وذكوان أبي صالح السمان، والربيع بن سبرة الجهني، وربيعة بن أبي عبد الرحمن، وسعيد بن الحارث الأنصاري، وسعيد المقبري، وأبي حازم سلمة بن دينار الأعرج، وسمي مولى أبي بكر بن عبد الرحمن، وشرحبيل بن سعيد مولى الأنصار، وعاصم بن عمر بن قتادة، وعامر الشعبي، وعباد بن تميم، وعباس بن سهل بن سعد، وعبد الله بن علي بن الحسين، وعبد الرحمن بن أبي سعيد الخدري، وعبيد الله بن أبي جعفر المصري، وعثمان بن عروة بن الزبير، وعطاء بن أبي مروان، وعمرو بن شعيب، وأبيه غزية بن الحارث الأنصاري، ومحمد بن إبراهيم بن الحارث التيمي، ومحمد بن عبد الله بن عمرو بن عثمان بن عفان، ونعيم المجمر، ويحيى بن راشد الدمشقي، ويحيى بن عمارة بن أبي حسن المازني، وأبي الزبير المكي.
- روى عنه: إسماعيل بن جعفر، وإسماعيل بن عياش، وبشر بن المفضل، وبكر بن مضر، وزهير بن معاوية، وسعد بن سعيد الأنصاري، وسعيد بن أبي هلال، وسفيان الثوري، وسليمان بن بلال، وعبد الله بن لهيعة، وعبد الرحمن بن أبي الرجال، وعبد العزيز بن محمد الدراوردي، وعبيدة بن حميد، وعمرو بن الحارث المصري، ومعتمر بن سليمان، ووهيب بن خالد، ويحيى بن أيوب المصري، ويونس بن يزيد الأيلي.[1]
- الجرح والتعديل: وثقه أحمد بن حنبل وأبو زرعة الرازي ومحمد بن سعد البغدادي والعجلي والذهبي والدارقطني، ذكره ابن حبان في كتاب الثقات، قال ابن سعد: «ثقة كثير الحديث»، وقال يحيى بن معين: «صالح»، وقال أبو حاتم الرازي: «ما بحديثه بأس، كان صدوقًا»، وقال النسائي وابن حجر العسقلاني: «ليس به بأس»،[1] أما ابن حزم الأندلسي فضعفه، وأنكر الذهبي عليه تضعيفه، واحتج به مسلم بن الحجاج في صحيحه، واستشهد به البخاري.[2]